# Ceramica Cleopatra FC
Ceramica Cleopatra FC  (Arabisch: نادي سيراميكا كليوباترا لكرة القدم) is een Egyptische voetbalclub uit Gizeh. De club werd opgericht in 2007. In 2016 promoveerde de club voor het eerst naar de tweede klasse. Na vier seizoenen kon de club ook promotie afdwingen naar de hoogste klasse. De club eindigde de volgende seizoenen in de middenmoot. 